# Henagar
Henagar é uma cidade  localizada no estado americano do Alabama, no Condado de DeKalb.

## Demografia
Segundo o censo americano de 2000, a sua população era de 2400 habitantes.
Em 2006, foi estimada uma população de 2541, um aumento de 141 (5.9%).

## Geografia
De acordo com o United States Census Bureau, a localidade tem uma área de 56,7 km², dos quais 56,6 km² cobertos por terra e 0,1 km² cobertos por água. Henagar localiza-se a aproximadamente 441 m acima do nível do mar.

## Localidades na vizinhança
O diagrama seguinte representa as localidades num raio de 16 km ao redor de Henagar.